# Dietrich Kilian
Dietrich Kilian (Roßlau, 3 maggio 1928 – 6 settembre 1984) è stato un musicologo tedesco.

## Carriera
Studiò all'Università libera di Berlino e conseguì il dottorato nel 1956 con una tesi "Das Vokalwerk D. Buxtehudes - Quellenstudien zu seiner Überlieferung und Verwendung". Nel 1958 fu editore della Neue Bach-Ausgabe. Con Alfred Dürr e Klaus Hofmann e altri, fu autore di Kritischer Bericht.

## Opere principali
- Neue Ausgabe sämtlicher Werke: Serie 1, Kantaten. Bd. 13. Kantaten zum 1. Pfingsttag. Kritischer Bericht, Deutscher Verlag für Musik, 1960
- Neue Ausgabe sämtlicher Werke. Serie I, Kantaten: Kantaten zum 20. und 21. Sonntag nach Trinitatis : kritischer Bericht, Band 25, Verlag Bärenreiter, 1997
- Präludien, Toccaten, Fantasien und Fugen für Orgel: kritischer Bericht, Teil 1, Verlag Bärenreiter, 1978
- Das Vokalwerk Dietrich Buxtehudes: Quellenstudien zu seiner Überlieferung und Verwendung, Verlag Berlin., 1956
- Neun Kantaten für vier Singstimmen und Instrumente, Band 8 von Dietrich Buxtehudes Werke, illustrierte Neuauflage, Verlag Broude International Editions, 1978